# Mohini Dey
Mohini Dey (* 1996 in Mumbai) ist eine indische Bassgitarristin, die vor allem im Bereich des Fusionjazz tätig ist.

## Leben und Wirken
Dey ist die Tochter des Bassgitarristen Sujoy Dey, der bereits früh ihr Talent erkannte. Unter seiner Anleitung begann sie mit drei Jahren, das Instrument zu erlernen und spielte seit dem zehnten Lebensjahr im Aufnahmestudio und auf Konzerten. Seit 2010 gehörte sie zur Band von Ranjit Barot, mit dem sie 2011 bei MTV Unplugged zu erleben war. Seit 2013 ist sie auf internationalen Festivals aufgetreten, zunächst auf dem indischen Subkontinent, 2017 auch auf dem Montreux Jazz Festival (mit Abhijith P. S. Nair und Sandeep Mohan, dokumentiert auf dem Album Saraswati at Montreux). In den letzten Jahren hatte sie Gelegenheit, mit Dave Weckl, Narada Michael Walden, A. R. Rahman, Louiz Banks, Zakir Hussain, Gergő Borlai, Sivamani, Gino Banks, George Brooks, Mike Stern, Nitin Sawhney, R. Prasanna/Varijashree Venugopal, Stephen Devassy, Niladri Kumar (Sitar), V. Selvaganesh, Willow oder U. Rajesh zu arbeiten. Sie ist auch auf Alben von Ranjit Barot, Darshan Doshi und von Steve Vai zu hören.
Ein Studienstipendium des Berklee College of Music musste sie aufgrund ihrer Aktivitäten ausschlagen, trat aber in der Institution im Rahmen von Konzerten auf.
Dey war mit dem Saxophonisten Mark Hartsuch verheiratet und lebt seit 2024 von ihm getrennt.